# Толокс
Толокс (на испански: Tolox) е населено място и община в Испания. Намира се в провинция Малага, в състава на автономната област Андалусия. Общината влиза в състава на района (комарка) Сиера де лас Нивес. Заема площ от 94 km². Населението му е 2346 души (по преброяване от 2010 г.). Разстоянието до административния център на провинцията е 55 km.